# Discografia dei Katatonia
Questa che segue è la discografia dei Katatonia, gruppo musicale heavy metal svedese. Attivo dal 1991, il gruppo conta nella propria discografia tredici album in studio, cinque album dal vivo, cinque raccolte, un album di remix, otto EP e oltre dieci singoli.

## Album

### Album in studio
| Anno                                                                          | Titolo | Classifiche | Classifiche | Classifiche | Classifiche | Classifiche | Classifiche | Classifiche | Classifiche | Classifiche | Classifiche |
| Anno                                                                          | Titolo | SWE         | AUT         | BEL Fl.     | FIN         | FRA         | GER         | NLD         | NOR         | SWI         | UK          |
| ----------------------------------------------------------------------------- | --- | ----------- | ----------- | ----------- | ----------- | ----------- | ----------- | ----------- | ----------- | ----------- | ----------- |
| 1993                                                                          | Dance of December Souls - Pubblicato: 15 dicembre 1993 - Etichetta: No Fashion - Formati: CD, 2 LP, download digitale                          | —           | —           | —           | —           | —           | —           | —           | —           | —           | —           |
| 1996                                                                          | Brave Murder Day - Pubblicato: 1996 - Etichetta: Avantgarde Music - Formati: CD, LP, download digitale                                         | —           | —           | —           | —           | —           | —           | —           | —           | —           | —           |
| 1998                                                                          | Discouraged Ones - Pubblicato: 27 aprile 1998 - Etichetta: Avantgarde Music - Formati: CD, LP, 2 LP, download digitale                         | —           | —           | —           | —           | —           | —           | —           | —           | —           | —           |
| 1999                                                                          | Tonight's Decision - Pubblicato: 31 agosto 1999 - Etichetta: Peaceville - Formati: CD, 2 LP, download digitale                                 | —           | —           | —           | —           | —           | —           | —           | —           | —           | —           |
| 2001                                                                          | Last Fair Deal Gone Down - Pubblicato: 8 maggio 2001 - Etichetta: Peaceville - Formati: CD, 2 LP, download digitale                            | —           | —           | —           | —           | —           | —           | —           | —           | —           | —           |
| 2003                                                                          | Viva Emptiness - Pubblicato: 24 marzo 2003 - Etichetta: Peaceville - Formati: CD, 2 LP, download digitale                                      | —           | —           | —           | 17          | —           | —           | —           | —           | —           | —           |
| 2006                                                                          | The Great Cold Distance - Pubblicato: 13 marzo 2006 - Etichetta: Peaceville - Formati: CD, 2 LP, download digitale, CD+DVD-A, 3 CD+DVD+A       | 42          | —           | —           | 8           | —           | —           | —           | —           | —           | —           |
| 2009                                                                          | Night Is the New Day - Pubblicato: 2 novembre 2009 - Etichetta: Peaceville - Formati: CD, 2 LP, download digitale, 2 CD+DVD+10"                | 39          | —           | —           | 8           | 141         | 77          | —           | —           | —           | —           |
| 2012                                                                          | Dead End Kings - Pubblicato: 27 agosto 2012 - Etichetta: Peaceville - Formati: CD, CD+DVD-A+2 10", 2 LP, download digitale                     | 12          | 25          | 157         | 4           | 88          | 21          | 60          | 17          | 46          | 142         |
| 2016                                                                          | The Fall of Hearts - Pubblicato: 20 maggio 2016 - Etichetta: Peaceville - Formati: CD, CD+DVD-A, CD+DVD-A+2 10", 2 LP, download digitale, 2 CD | 31          | 28          | 77          | 6           | 144         | 11          | 42          | —           | 48          | 70          |
| 2020                                                                          | City Burials - Pubblicato: 24 aprile 2020 - Etichetta: Peaceville - Formati: CD, 2 LP, download digitale                                       | —           | 10          | 71          | 5           | —           | 6           | 41          | —           | 12          | —           |
| 2023                                                                          | Sky Void of Stars - Pubblicato: 20 gennaio 2023 - Etichetta: Napalm - Formati: CD, CD+BD, 2 LP, download digitale                              | —           | 13          | 48          | 5           | 193         | 5           | 43          | —           | 3           | —           |
| 2025                                                                          | Nightmares as Extensions of the Waking State - Pubblicato: 6 giugno 2025 - Etichetta: Napalm - Formati: CD, CD+BD, LP, download digitale       | —           | 10          | 158         | 21          | —           | 10          | —           | —           | 21          | —           |
| "—" indica una pubblicazione non classificata o non pubblicata in quel Paese. | |             |             |             |             |             |             |             |             |             |             |

### Album dal vivo
| Anno                                                                          | Titolo | Classifiche | Classifiche |
| Anno                                                                          | Titolo | BEL Fl.     | FIN         |
| ----------------------------------------------------------------------------- | --- | ----------- | ----------- |
| 2007                                                                          | Live Consternation - Pubblicato: 28 maggio 2007 - Etichetta: Peaceville - Formati: CD+DVD, LP, download digitale                                                             | —           | —           |
| 2013                                                                          | Last Fair Day Gone Night - Pubblicato: 17 giugno 2013 - Etichetta: Peaceville - Formati: 3 LP, 2 CD+2 DVD, download digitale                                                 | —           | 49          |
| 2015                                                                          | Sanctitude - Pubblicato: 30 marzo 2015 - Etichetta: Kscope - Formati: CD+DVD, 2 LP, BD, download digitale                                                                    | 181         | 48          |
| 2017                                                                          | The Great Cold Distance: Live in Bulgaria with the Orchestra of State Opera - Plovdiv - Pubblicato: 5 maggio 2017 - Etichetta: Peaceville - Formati: 2 LP, download digitale | —           | —           |
| 2020                                                                          | Dead Air - Pubblicato: 13 novembre 2020 - Etichetta: Peaceville - Formati: 2 CD+DVD, 2 LP, download digitale                                                                 | —           | 47          |
| "—" indica una pubblicazione non classificata o non pubblicata in quel Paese. | |             |             |

### Raccolte
| Anno | Titolo |
| ---- | --- |
| 2004 | Brave Yester Days - Pubblicato: 28 aprile 2004 - Etichetta: Avantgarde Music - Formati: 2 CD                  |
| 2005 | The Black Sessions - Pubblicato: 21 febbraio 2005 - Etichetta: Peaceville - Formati: 2 CD+DVD                 |
| 2013 | Introducing Katatonia - Pubblicato: 26 aprile 2013 - Etichetta: Recall 2cd - Formati: 2 CD, download digitale |
| 2021 | Mnemosynean - Pubblicato: 1º ottobre 2021 - Etichetta: Peaceville - Formati: 2 CD, 3 LP, download digitale    |
| 2022 | Melancholium - Pubblicato: 31 gennaio 2022 - Etichetta: Darkness Shall Rise - Formati: 6 MC                   |

### Album di remix
| Anno | Titolo |
| ---- | --- |
| 2013 | Dethroned & Uncrowned - Pubblicato: 9 settembre 2013 - Etichetta: Kscope - Formati: CD, CD+DVD, 2 LP, download digitale |

## Extended play
| Anno                                                                          | Titolo | Classifiche |
| Anno                                                                          | Titolo | FRA         |
| ----------------------------------------------------------------------------- | --- | ----------- |
| 1993                                                                          | Jhva Elohim Meth - Pubblicato: 1993 - Etichetta: VIC Records - Formati: MC, CD, 12"                            | —           |
| 1995                                                                          | For Funerals to Come... - Pubblicato: 1995 - Etichetta: Avantgarde Music - Formati: CD, 12", download digitale | —           |
| 1997                                                                          | Sounds of Decay - Pubblicato: 8 dicembre 1997 - Etichetta: Avantgarde Music - Formati: CD, MC, 10"             | —           |
| 1998                                                                          | Saw You Drown - Pubblicato: 1º gennaio 1998 - Etichetta: Avantgarde Music - Formati: CD, 12"                   | —           |
| 2001                                                                          | Teargas EP - Pubblicato: 20 febbraio 2001 - Etichetta: Peaceville - Formati: CD                                | —           |
| 2010                                                                          | The Longest Year - Pubblicato: 15 marzo 2010 - Etichetta: Peaceville - Formati: CD, download digitale          | 90          |
| 2014                                                                          | Kocytean - Pubblicato: 19 aprile 2014 - Etichetta: Peaceville - Formati: 12"                                   | —           |
| 2017                                                                          | Proscenium - Pubblicato: 22 aprile 2017 - Etichetta: Peaceville - Formati: 12"                                 | —           |
| "—" indica una pubblicazione non classificata o non pubblicata in quel Paese. | |             |

## Singoli
| Anno                                                                          | Titolo                    | Classifiche | Album di provenienza                         |
| Anno                                                                          | Titolo                    | FIN         | Album di provenienza                         |
| ----------------------------------------------------------------------------- | ------------------------- | ----------- | -------------------------------------------- |
| 2001                                                                          | Tonight's Music           | —           | Last Fair Deal Gone Down                     |
| 2006                                                                          | My Twin                   | 9           | The Great Cold Distance                      |
| 2006                                                                          | Deliberation              | —           | The Great Cold Distance                      |
| 2007                                                                          | July                      | —           | The Great Cold Distance                      |
| 2010                                                                          | Day and Then the Shade    | —           | Night Is the New Day                         |
| 2012                                                                          | Buildings                 | —           | Dead End Kings                               |
| 2012                                                                          | Lethean                   | —           | Dead End Kings                               |
| 2020                                                                          | Lacquer                   | —           | City Burials                                 |
| 2020                                                                          | Behind the Blood          | —           | City Burials                                 |
| 2020                                                                          | The Winter of Our Passing | —           | City Burials                                 |
| 2022                                                                          | Atrium                    | —           | Sky Void of Stars                            |
| 2022                                                                          | Austerity                 | —           | Sky Void of Stars                            |
| 2023                                                                          | Birds                     | —           | Sky Void of Stars                            |
| 2025                                                                          | Lilac                     | —           | Nightmares as Extensions of the Waking State |
| 2025                                                                          | Temporal                  | —           | Nightmares as Extensions of the Waking State |
| 2025                                                                          | Wind of No Change         | —           | Nightmares as Extensions of the Waking State |
| "—" indica una pubblicazione non classificata o non pubblicata in quel Paese. |                           |             |                                              |